# Rebellion (gruppo musicale)
I Rebellion sono un gruppo heavy/power metal tedesco, formato nel 2001 dal bassista Tomi Göttlich e dal chitarrista Uwe Lulis dopo l'uscita di quest'ultimo dai Grave Digger nell'anno precedente.

## Storia
Il primo lavoro viene pubblicato nel 2002 con il titolo Shakespeare's Macbeth - A Tragedy in Steel, e si imposta come una metal-opera i cui brani riprendono i principali passaggi della celebre tragedia di William Shakespeare, con l'inserimento di diversi passaggi originali narrati dai vari membri della band.
Nell'anno successivo, con la stessa formazione pubblicano l'album Born a Rebel, album con tematiche molto più vicine all'heavy-metal classico e sonorità più ruvide e pesanti, e con il quale la band inizia ad acquisire una certa popolarità anche al di fuori della madrepatria, permettendo loro di iniziare un primo tour europeo come gruppo principale, dopo i primi anni passati come gruppo di supporto dei Running Wild, storica band heavy-metal tedesca.
Nel 2005 viene pubblicato Sagas of Iceland - The History of the Vikings Volume 1, che sarà il primo capitolo di una trilogia dedicata alla storia e alla mitologia vichinga, caratterizzato da sonorità distese e vicine all'epic metal alternate a sonorità più pesanti e rapide tipiche del power metal; i brani sono volti a narrare vicende storiche o leggendarie legate ai più importanti personaggi della storia medioevale scandinava, quali Harald Bellachioma o Canuto il Grande.
L'album seguente Miklagard - The History of the Vikings Volume 2 segue il percorso tematico tracciato dal primo volume, ma con timbriche più oscure ed aggressive già a partire dal brano introduttivo Vi Seglar Mot Miklagard, completamente cantato in svedese (da Charles Rytkönen dei Morgana Lefay) e narrante la partenza degli uomini vichinghi alla volta del Mediterraneo; il titolo infatti deriva dall'antico nome norreno dell'odierna Istanbul, dove i mercenari vichinghi presero servizio alla corte di diversi imperatori durante l'impero bizantino.
Nel 2008 il gruppo è costretto ad uno fermo di un intero anno a causa del grave incidente motociclistico accaduto al chitarrista Uwe Lulis, il quale per i gravi danni riportati non poté quasi mai esibirsi ai concerti, al punto che nel 2010 decide di abbandonare il gruppo, non prima di aver però contribuito alla scrittura del terzo ed ultimo volume della saga sui Vichinghi.
Nel 2012 con una formazione quasi completamente rinnovata (della formazione originale rimangono solo Tomi Göttlich e Michael Seifert) i Rebellion pubblicano il loro sesto album Arminius - Furor Teutonicus, completamente centrato sulla disfatta di Publio Quintilio Varo presso la foresta di Teutoburgo, nella quale il generale romano venne attirato e sconfitto da Arminio, comandante dei Cherusci.
Nel 2015 pubblicano il loro settimo album in studio, Wyrd bið ful aræd – The History of the Saxons, il quale prosegue la linea tracciata dai titoli precedenti sulla storia e le tradizioni delle popolazioni nordiche e germaniche trattando della storia dei Sassoni.

## Formazione

### Formazione attuale
- Michael Seifert – voce (2000-presente)
- Tomi Göttlich – basso (2000-presente)
- Oliver Geibig – chitarra (2011-presente)
- Stephan Karut – chitarra (2011-presente)
- Tommy Telkemeier – batteria (2016-presente)

### Ex componenti
- Randy Black – batteria (2001-2003)
- Björn Eilen – chitarra (2001-2005)
- Uwe Lulis – chitarra (2001-2010)
- Gerd Lücking – batteria (2004-2010)
- Simone Wenzel – chitarra (2006-2010)
- David Faifer – batteria (2011)
- Matthias Karle – batteria (2011-2013)
- Timo Schneider – batteria (2013-2016)

## Discografia

### Album in studio
- 2002 – Shakespeare's Macbeth - A Tragedy in Steel
- 2003 – Born a Rebel
- 2005 – Sagas of Iceland - The History of the Vikings Volume I
- 2007 – Miklagard - The History of the Vikings Volume II
- 2009 – Arise: from Ginnungagap to Ragnarök - The History of the Vikings Volume III
- 2012 – Arminius - Furor Teutonicus
- 2015 – Wyrd bið ful aræd – The History of the Saxons
- 2018 – A Tragedy in Steel Part II: Shakespeare's King Lear

### EP
- 2009 – The Clans Are Marching

### Singoli
- 2002 – Evil Speaks/Husbandry In Heaven
- 2006 – Miklagard

### Raccolte
- 2012 – The Best of Viking History

### Cofanetti
- 2006 – Shakespeare's Macbeth - A Tragedy In Steel/Born A Rebel